# Championnat international d'escrime 1921
Navigation
Édition suivante
Le Championnat international d'escrime de 1921 est la première édition de la compétition aujourd'hui appelé Championnats du monde d'escrime et s'est déroulé à Paris. Organisé par la Fédération internationale d'escrime, les participants étaient tous européens, même si des escrimeurs originaires de pays non-européens étaient admis. En 1937, la compétition fut officiellement renommée Championnat du monde, le championnat de 1921 est reconnu rétroactivement comme la première compétition mondiale d'escrime.

## Résultats
| Épreuves                              | Or            | Argent           | Bronze                 |
| ------------------------------------- | ------------- | ---------------- | ---------------------- |
| Épée                                  |               |                  |                        |
| Hommes individuel résultats détaillés | Lucien Gaudin | Gaston Cornereau | Henri Wijnoldy-Daniëls |

## Tableau des médailles
| Rang  | Nation   | Or | Argent | Bronze | Total |
| ----- | -------- | -- | ------ | ------ | ----- |
| 1     | France   | 1  | 1      | 0      | 2     |
| 2     | Pays-Bas | 0  | 0      | 1      | 1     |
| TOTAL | TOTAL    | 1  | 1      | 1      | 3     |